# Trichoniscus humus
Trichoniscus humus là một loài chân đều trong họ Trichoniscidae. Loài này được Mulaik & Mulaik miêu tả khoa học năm 1942.